# Bahnhof Zürich Seebach

Nicht mehr genutztes Aufnahmegebäude des Bahnhofs

Der Bahnhof Zürich Seebach (442 m ü. M.) ist der Bahnhof der ehemaligen Gemeinde Seebach, die 1934 in die Stadt Zürich eingemeindet wurde. Der Bahnhof besitzt zwei Gleise an einem Mittelbahnsteig, sowie zwei Umfahrungsgleise ohne Bahnsteigkante, einige Abstellgleise und den Gleisanschluss zur Industrie in Oerlikon. In Seebach treffen die Strecken aus Oerlikon, Glattbrugg und Kloten zusammen, die danach in Richtung Baden durchs Furttal führen. Nur die Verbindung Oerlikon–Baden wird durch Reisezüge befahren, die anderen Strecken werden nur durch Güterzüge benutzt.

## Geschichte

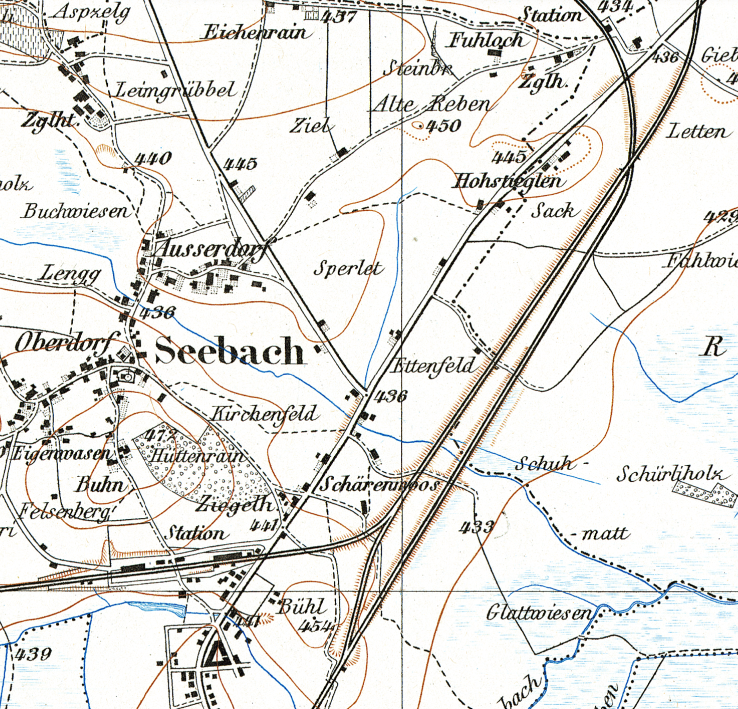
1896: ehem. Bülach-Regensberg-Bahn und ehem. Nationalbahn mit Verbindung Schärenmoos–Oerlikon.

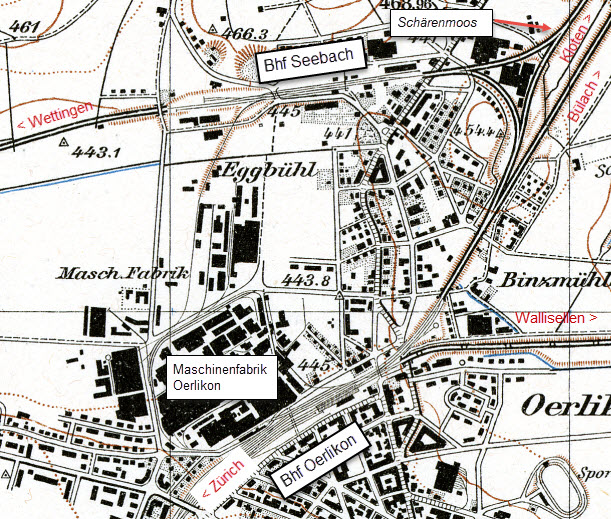
Bahnhöfe Oerlikon und Seebach 1932. Die Konkurskurve war in diesem Jahr abgebaut, wurde aber nie aus der Landeskarte entfernt.

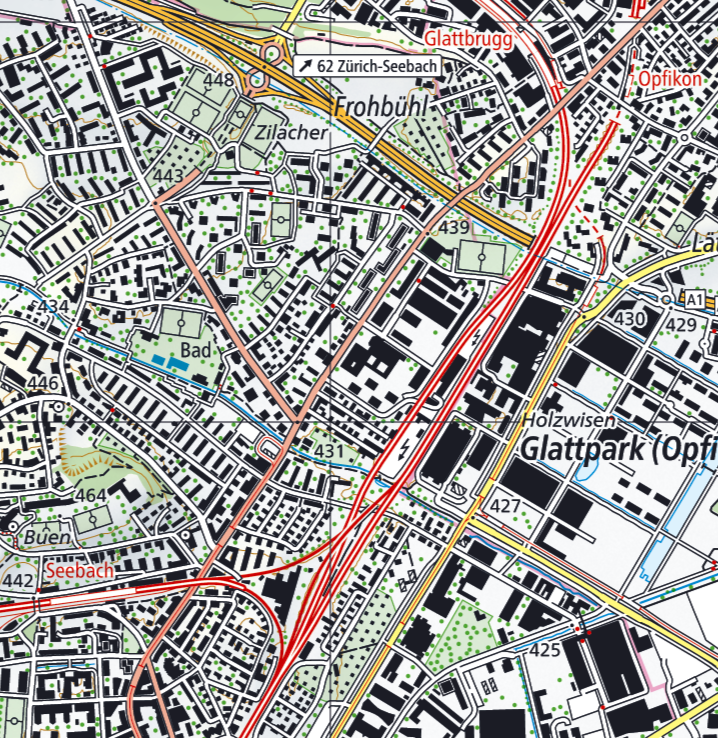
Situation im Jahr 2013

Der Bahnhof wurde von der Schweizerischen Nationalbahn (SNB) errichtet und wurde 1877 zusammen mit der Nationalbahnstrecke Winterthur–Effretikon–Kloten–Wettingen eröffnet. Es war damals der an der Stadt Zürich nächstgelegene Bahnhof der Bahn, da diese keine Verbindung in Richtung Zürich hatte.
Eine Verbindung zur bereits bestehenden Strecke Bülach–Oerlikon der Schweizerischen Nordostbahn (NOB) wäre einfach möglich gewesen, denn die Strecke der SNB wurde südlich von Glattbrugg über die Strecke der NOB geführt und verlief danach parallel zu dieser bis Schärenmoos⊙, wo sie in einem engen Rechtsbogen nach Seebach abschwenkte. Eine Verbindung bei Schärenmoos schien aber für die SNB wegen hohen Nutzungsgebühren nicht zu rentieren – die eigene Strecke nach Zürich mit Tunnel durch den Zürichberg und Bahnhof am heutigen Sechseläutenplatz war wegen fehlender Mittel ohnehin nicht möglich. Die fehlende Verbindung der Strecke nach Zürich wird aber als eine der Hauptursachen für das Nicht-Rentieren der SNB angesehen, weshalb die Kurve, welche die von Kloten geradlinig in Richtung Zürich verlaufende Streckenführung ins Furttal bringt oft als «Konkursrank» bezeichnet wurde.
Erst nach dem Konkurs der SNB wurde durch die Nordostbahn (NOB) eine Verbindung Oerlikon–Schärenmoos gebaut, welche der SNB-Strecke den Zugang zum Bahnhof Oerlikon ermöglichte. Nach der Eröffnung der Verbindungskurve Seebach–Oerlikon 1909 wurde die Kurve Schärenmoos–Seebach, die sogenannte Konkurskurve, stillgelegt. Sie wurde erst nach Beginn des Zweiten Weltkriegs wieder in Betrieb genommen, damit im Falle einer Zerstörung von Bahnanlagen im Raum Zürich eine Umgehungsmöglichkeit für Züge aus der Ostschweiz bestehen würde. Beim Ausbau der Bahnanlagen im Oberhausserriet wurde die Verbindung zur Strecke nach Bülach neu gestaltet. Sie führt von Bahnhof Seebach zuerst zur Klotenerlinie,  passiert das Unterwerk Seebach auf der Ostseite und wechselt erst nördlich von diesem in die Gleise der Strecke Oerlikon–Bülach.
Von 1905 bis 1909 war der Bahnhof Seebach der östliche Ausgangspunkt des Einphasenwechselstrom-Versuchsbetriebs Seebach–Wettingen, bei dem die Schweizerischen Bundesbahnen und die Maschinenfabrik Oerlikon die Tauglichkeit von Einphasenwechselstrom mit hoher Spannung für den Bahnbetrieb über lange Strecken nachwiesen.

## Betrieb
Zürich Seebach wird von der Linie S 6  der Zürcher S-Bahn bedient, die auf der Route Baden–Zürich Hauptbahnhof–Uetikon verkehrt. Im Nachtnetz am Wochenende bedient die SN6  den Bahnhof. Güterzüge aus der Ost- und der Nordschweiz erreichen der Rangierbahnhof Limmattal über die Furttallinie und die Verbindungskurve bei Würenlos. Sie fahren von Kloten oder von Glattbrugg durch die Dienststation Opfikon Süd und dann durch den Bahnhof Seebach.